# SN 2011ar
SN 2011ar – supernowa typu II odkryta 27 stycznia 2011 roku w galaktyce UGC 2509. W momencie odkrycia miała maksymalną jasność 19,00m.